# Liste von Söhnen und Töchtern der Stadt Fresno
Dies ist eine Liste bekannter Persönlichkeiten, die in der US-amerikanischen Stadt Fresno (Kalifornien) geboren wurden. Die Liste erhebt keinen Anspruch auf Vollständigkeit.

## 19. Jahrhundert
- Maynard Dixon (1875–1946), Maler[1]

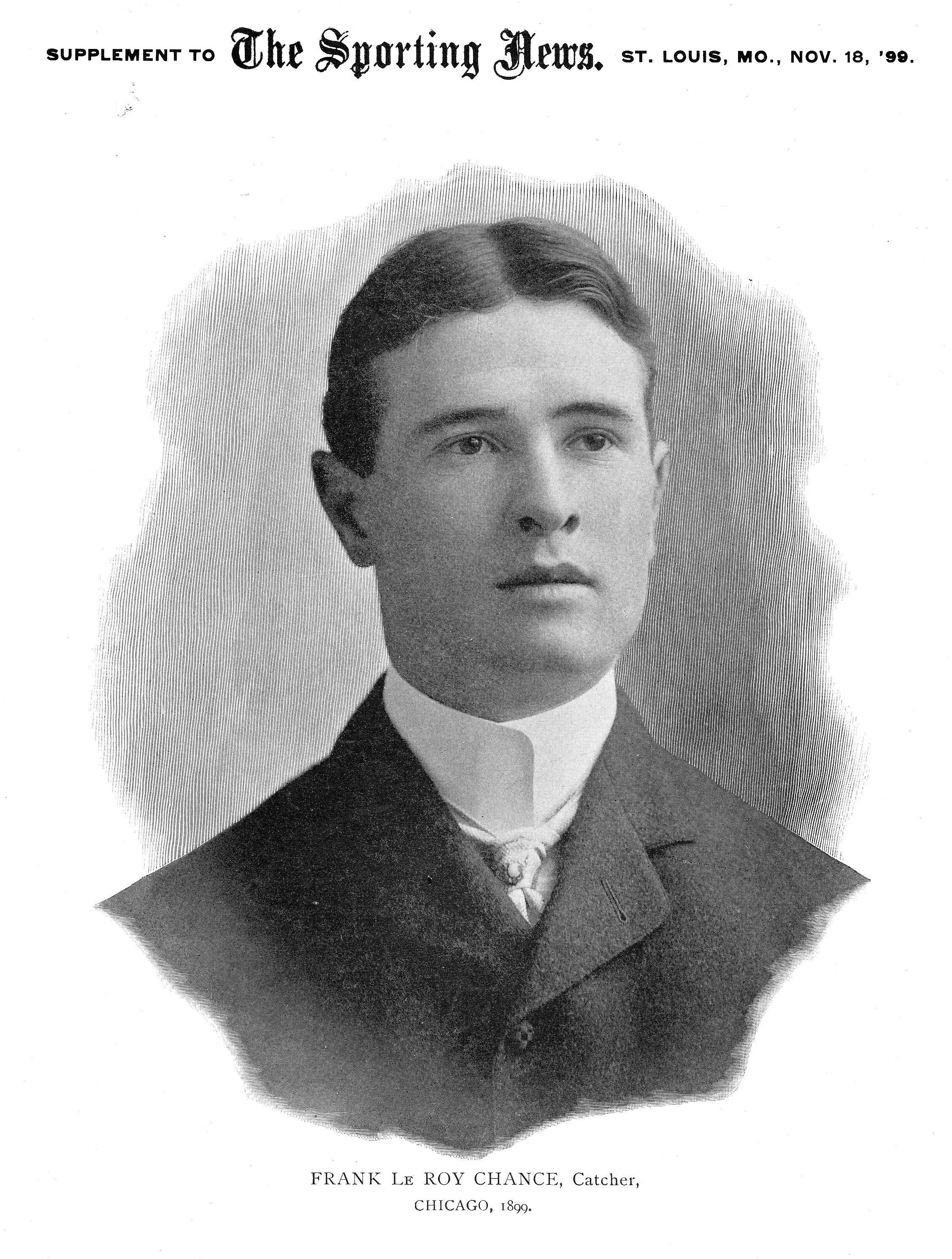
Frank Chance
(1877–1924)

- Frank Chance (1877–1924), Baseballspieler
- Walt Kuhn (1887–1935), Baseballspieler[2]
- Bertrand W. Gearhart (1890–1955), Politiker
- Clyde Alexander (1892–1963), Brigadegeneral
- Harry Prieste (1896–2001), Wasserspringer, Unterhaltungskünstler und Schauspieler

## 20. Jahrhundert

### 1901–1930

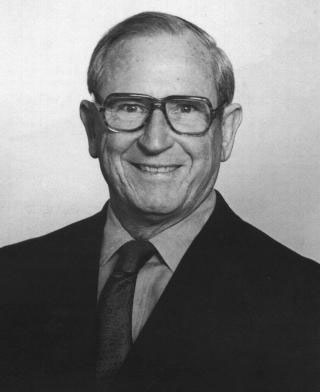
Henry William Menard
(1920–1986)

- Ernest K. Bramblett (1901–1966), Politiker
- Conrad Vernon Morton (1905–1972), Botaniker
- Nestor Paiva (1905–1966), Schauspieler
- DeWitt Bodeen (1908–1988), Schriftsteller, Bühnen- und Drehbuchautor
- William Saroyan (1908–1981), Schriftsteller
- William Webster Hansen (1909–1949), Physiker
- Eve March (1910–1974), Schauspielerin[3]
- Spec O’Donnell (1911–1986), Schauspieler[4]
- Duane Carter (1913–1993), Autorennfahrer
- Constance Webb (1918–2005), Model, Schauspielerin und Autorin
- Shirley Deane (1930–1983), Schauspielerin
- Armen Alchian (1914–2013), Wirtschaftswissenschaftler
- Amanda Duff (1914–2006), Schauspielerin
- Jon Hall (1915–1979), Film- und Fernsehschauspieler
- Richard Martin Stern (1915–2001), Schriftsteller
- Lee Cronbach (1916–2001), Psychologe[5]
- Kirk Kerkorian (1917–2015), Unternehmer, Multimilliardär und Vorstandsvorsitzender (CEO)
- Charles Sibley (1917–1998), Ornithologe und Molekularbiologe
- Bill Vukovich (1918–1955), Rennfahrer
- Constance Webb (1918–2005), Model, Schauspielerin und Autorin
- Ross Bagdasarian (1919–1972), Sänger und Songschreiber
- David Seville (1919–1972), Sänger und Songschreiber
- Samuel Lee (1920–2016), Wasserspringer
- Henry William Menard (1920–1986), Geologe und Ozeanograph
- Andrew Gleason (1921–2008), Mathematiker
- Mike Connors (1925–2017), Schauspieler
- Sam Peckinpah (1925–1984), Regisseur
- Warren Tufts (1925–1982), Cartoonist, Comiczeichner und -autor
- Johnny Boyd (1926–2003), Autorennfahrer
- Vern Mikkelsen (1928–2013), Basketballspieler
- Warren O. Addicott (1930–2009), Paläontologe und Geologe
- Dick Contino (1930–2017), Akkordeonist und Sänger[6]
- Jerry Perenchio (1930–2017), Unternehmer, Kunstsammler und Mäzen
- Les Richter (1930–2010), Footballspieler, Motorsportfunktionär
- Phil Roman (* 1930), Animator und Regisseur

### 1931–1950

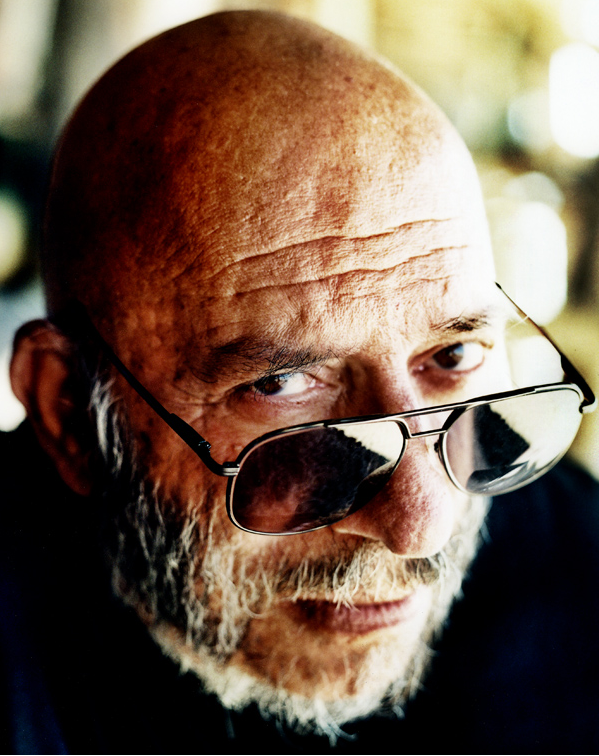
Sid Haig
(1939–2019)

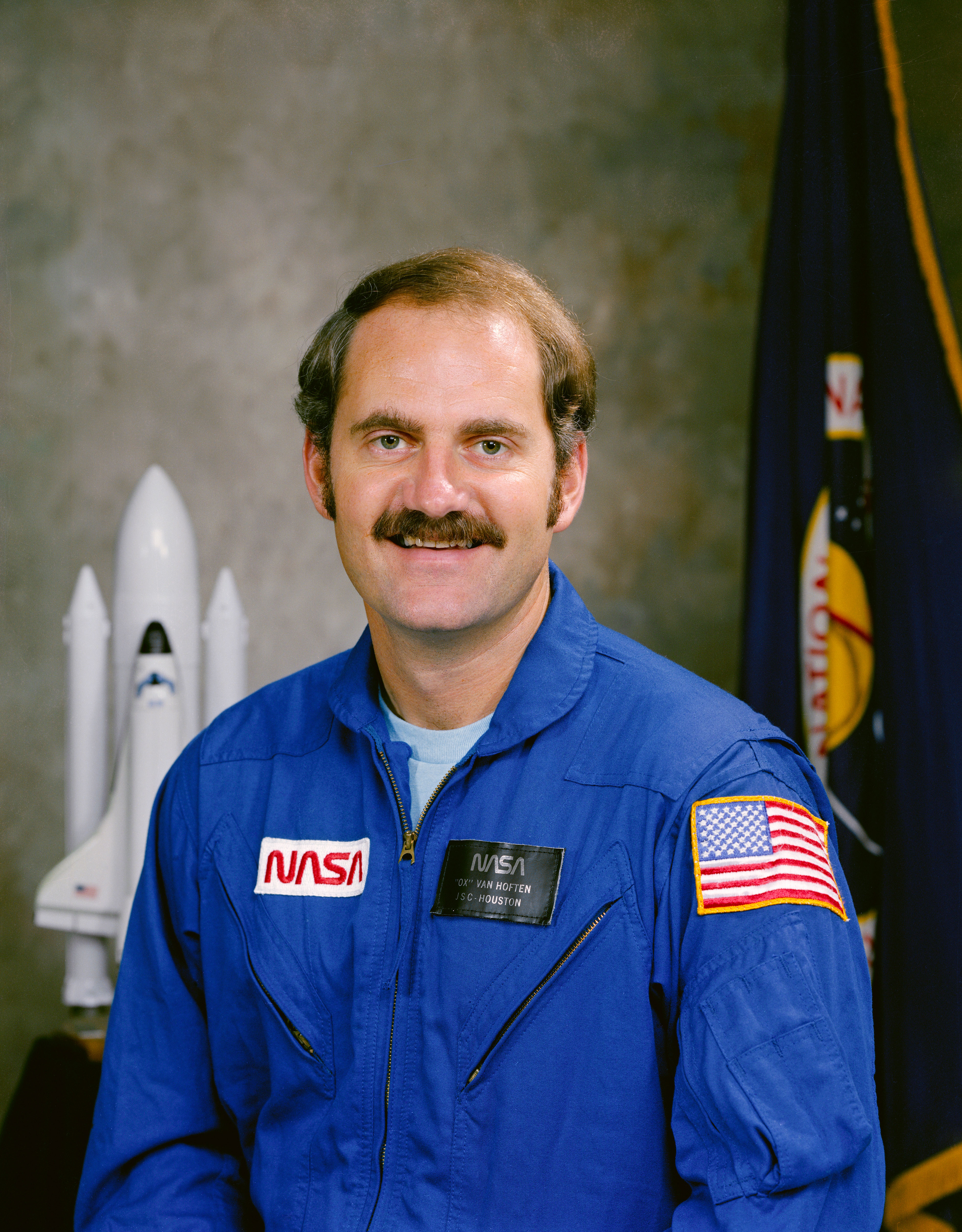
James van Hoften
(* 1944)

- Glen Bredon (1932–2000), Mathematiker
- Tom Dahlgren (* 1933), Schauspieler[7]
- Jeffrey B. Russell (1934–2023), Historiker und Religionswissenschaftler
- Carole Ormaca (* 1936), Eiskunstläuferin[8]
- Robert Riedenauer (1936–2007), Testpilot
- Diskin Clay (1938–2014), Klassischer Philologe
- Sid Haig (1939–2019), Schauspieler
- Stanley Mouse (* 1940), Künstler
- Daryle Lamonica (1941–2022), Footballspieler
- Charles Pashayan (* 1941), Politiker
- John Alstrom (* 1942), Kanute, Volleyballspieler[9]
- Chris Bunch (1943–2005), Science-Fiction- und Fantasy-Autor
- Judy Irola (1943–2021), Kamerafrau und Hochschullehrerin
- James van Hoften (* 1944), NASA-Astronaut
- Tom Seaver (1944–2020), Baseballspieler
- Charles Amirkhanian (* 1945), Radioproduzent, Komponist, Lautdichter und Vertreter der Elektroakustischen Musik
- Patrick K. Gamble (* 1945), General der United States Air Force
- Todd Endelman (* 1946), emeritierter William-Haber Professor für Jüdische Geschichte an der University of Michigan
- David Harris (1946–2023), Journalist und Autor
- Jeffrey M. Berry (* 1948), Politikwissenschaftler und Hochschullehrer
- Jim Seymour (* 1949), Hürdenläufer
- Loren D. Calaway (* 1950), Bildhauer

### 1951–1980
- Barbara Morgan (* 1951), Astronautin

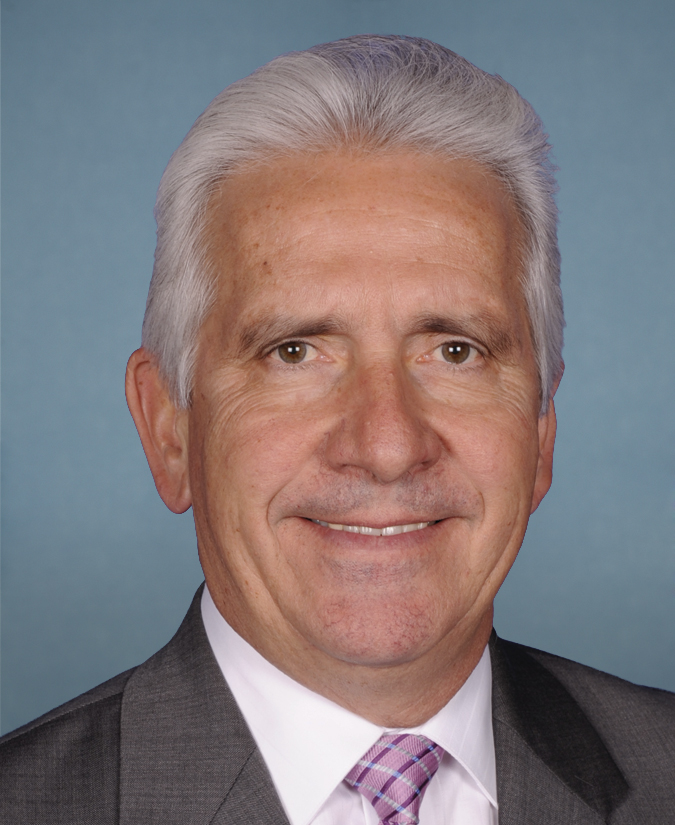
Jim Costa
(* 1952)

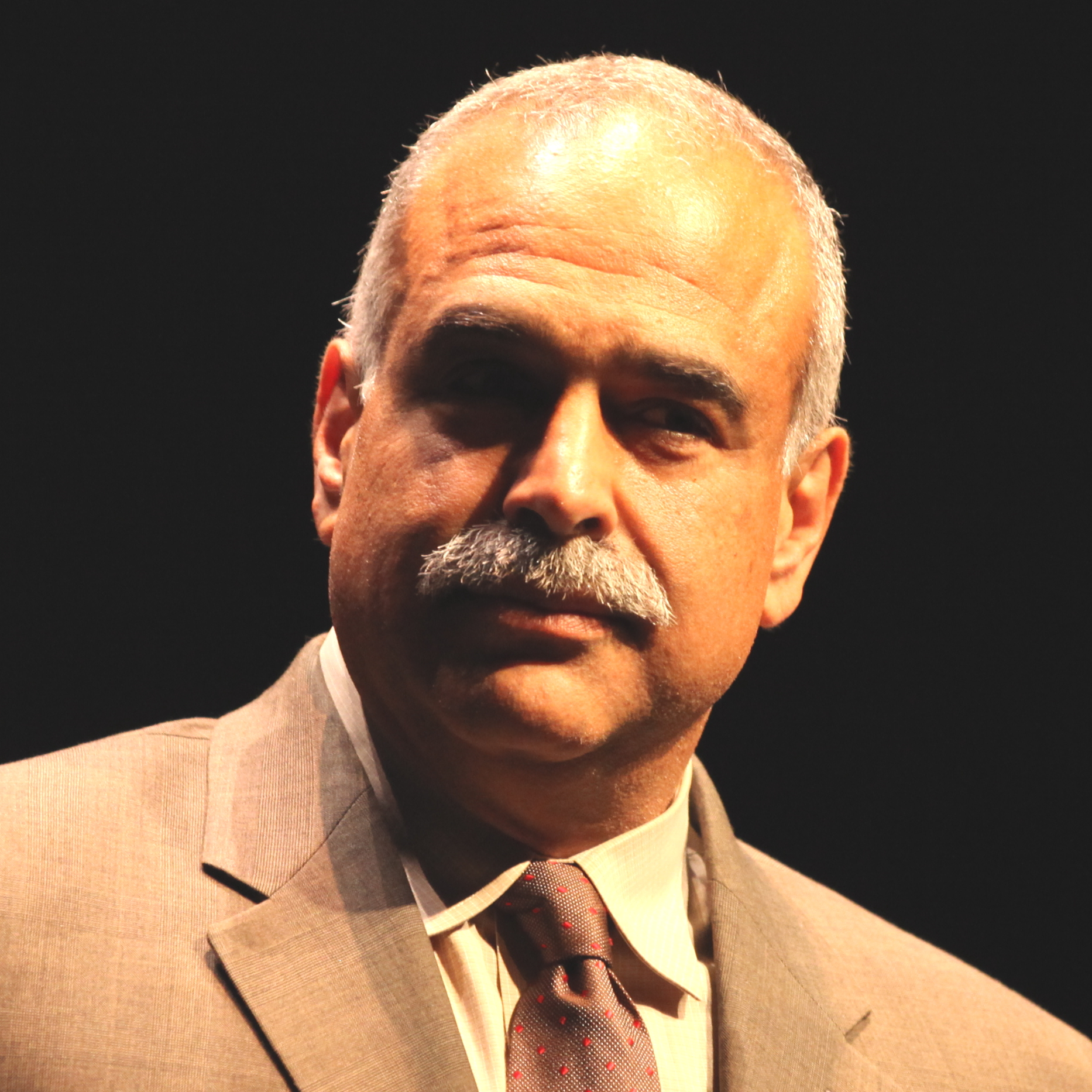
Raffi Hovannisian
(* 1959)

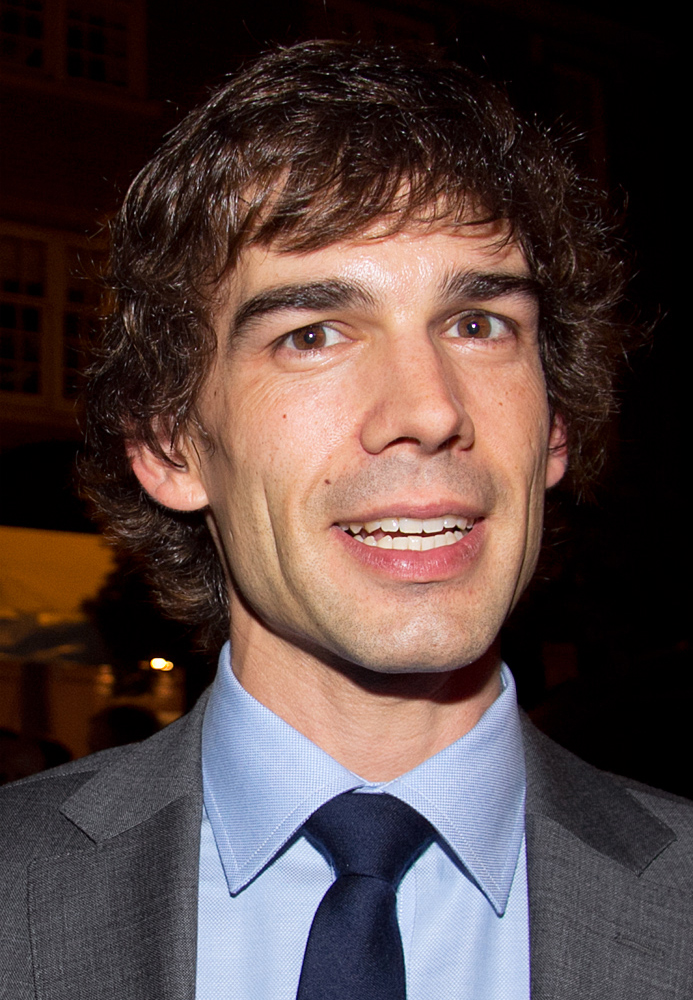
Christopher Gorham
(* 1974)

- David E. Peckinpah (1951–2006), Filmregisseur
- Jim Costa (* 1952), Politiker
- James Irvin Lichti (* 1953), Historiker
- Randy Williams (* 1953), Leichtathlet
- Steven Zaillian (* 1953), Drehbuchautor, Filmproduzent, Filmregisseur und Filmeditor
- David Haney (* 1955), Pianist und Komponist
- Denise Hoyt (* 1955), Lokalpolitikerin
- Elizabeth Miles (* 1955), Ruderin
- Millard Hampton (* 1956), Sprinter
- Kurt M. Campbell (* 1957), Regierungsbeamter und Politikwissenschaftler
- Nick de Firmian (* 1957), Schachspieler und -schriftsteller
- Bruce Furniss (* 1957), Schwimmer
- Raffi Hovannisian (* 1959), armenischer Politiker
- Paula McLain (* 1965), Schriftstellerin
- Rob Shepherd (* 1965), Ruderer[10]
- Flex Wheeler (* 1965), Bodybuilder, Martial-Artist
- Carlena Gower (* 1967), Schauspielerin
- Timothy Torres (* 1967), Freestyle-Künstler und Musiker
- Bison Dele (1969–2002), Basketballspieler
- Matthew Parrish (* 1969), Jazzmusiker
- Jonathan Cleveland (* 1970), kanadischer Schwimmer
- Hannah Mancini (* 1973), Sängerin
- Christopher Gorham (* 1974), Schauspieler
- Chynna Clugston (* 1975), Comicautorin
- Planet Asia (* 1976), Rapper
- Torraye Braggs (* 1976), Basketballspieler[11]
- Solon Bixler (* 1977), Indie-Rock-Sänger und Gitarrist
- Dave Callaham (* 1977), Drehbuchautor
- Chad McCarty (* 1977), Fußballspieler[12]
- Kevin Federline (* 1978), Tänzer und Rapper, Ex-Ehemann von Britney Spears
- Robert Kendrick (* 1979), Tennisspieler
- Terrell Lyday (* 1979), Basketballspieler
- Carson Palmer (* 1979), American-Football-Spieler
- Chris Jefferies (* 1980), Basketballspieler[13]

### 1981–2000
- Andy Finch (* 1981), Snowboarder[14]

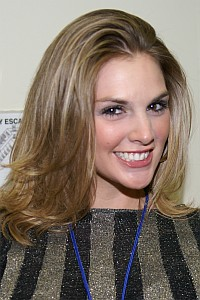
Brianna Love
(* 1985)

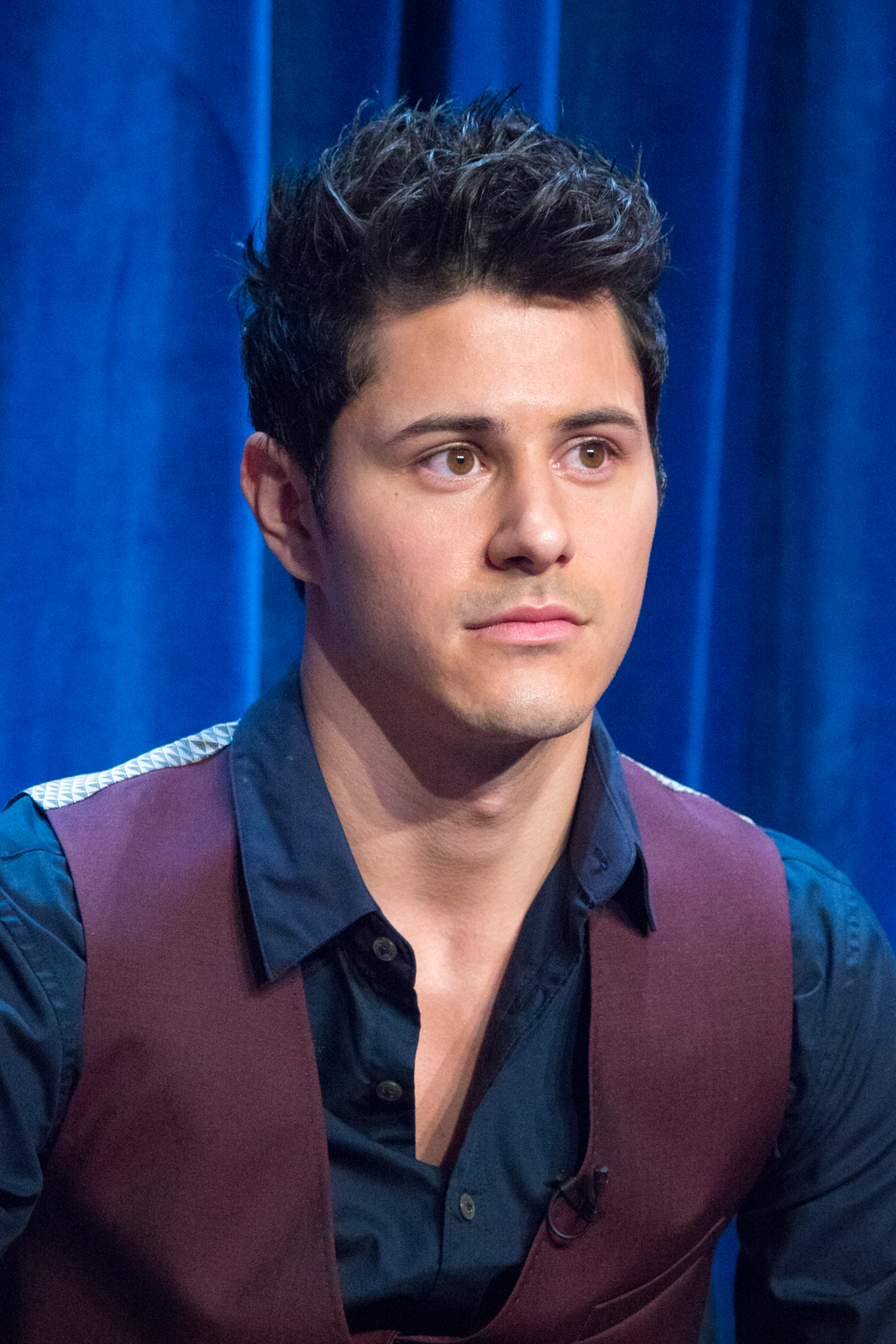
Michael J. Willett
(* 1989)

- Farrah Franklin (* 1981), R&B-Sängerin, Schauspielerin und Model
- Jaime Hipp (* 1981), Wasserballspielerin[15]
- Dylan Ryder (* 1981), Pornodarstellerin[16]
- DeShawn Stevenson (* 1981), Basketballspieler
- Raquel Atawo (* 1982), Tennisspielerin
- Rick Merlo (* 1982), Wasserballspieler[17]
- Johnny Ramey (* 1982), Schauspieler, Filmregisseur und Filmproduzent
- Jessica Wittner (* 1983), Raumfahrtanwärterin der NASA
- Jason Donald (* 1984), Baseballspieler[18]
- Kyle Alcorn (* 1985), Leichtathlet[19]
- Brianna Love (* 1985), Pornodarstellerin
- Olivia May (* 1985), Schauspielerin, Sängerin und Musikerin
- Bruce Venture (* 1985), Pornodarsteller
- Meghan Camarena (* 1987), Fernsehmoderatorin[20]
- Fashawn (* 1988), Rapper
- Forrest Galante (* 1988), Abenteurer, Fernsehmoderator und Naturschützer
- Davey Morrison (* 1988), Schauspieler, Drehbuchautor, Filmregisseur und Filmproduzent
- Quincy Pondexter (* 1988), Basketballspieler[21]
- Michael J. Willett (* 1989), Schauspieler
- Miranda Rae Mayo (* 1990), Schauspielerin
- Derek Carr (* 1991), American-Football-Spieler
- Anisa Guajardo (* 1991), US-amerikanisch-mexikanische Fußballspielerin
- Bee Vang (* 1991), Schauspieler
- Chloe Ferrari (* 1992), Volleyballspielerin
- Jenna Prandini (* 1992), Sprinterin und Weitspringerin
- Amanda Leighton (* 1993), Schauspielerin
- Lynn Williams (* 1993), Fußballspielerin
- McKenzie Jacobson (* 1995), Volleyballspielerin
- Mykal Walker (* 1997), American-Football-Spieler
- Jaylon Johnson (* 1999), American-Football-Spieler

## 21. Jahrhundert
- Xavier Worthy (* 2003), American-Football-Spieler
- Ethan Quinn (* 2004), Tennisspieler

### Geburtsjahr nicht bekannt
- Walter Haman, Cellist